# Mário Cravo
Mario Cravo Junior (Salvador, 13 de abril de 1923 – Salvador, 1 de agosto de 2018) fue un escultor, pintor, grabador, dibujante y poeta brasileño. Forma parte de la primera generación de artistas plásticos modernistas del estado de Bahía, junto a Carlos Bastos y Genaro de Carvalho. En 70 años de actividad como artista visual, reunió numerosas exposiciones individuales y colectivas, premios, esculturas en espacios abiertos en muchas partes de Brasil, especialmente en su natal Salvador, además de obras adquiridas por museos internacionales.

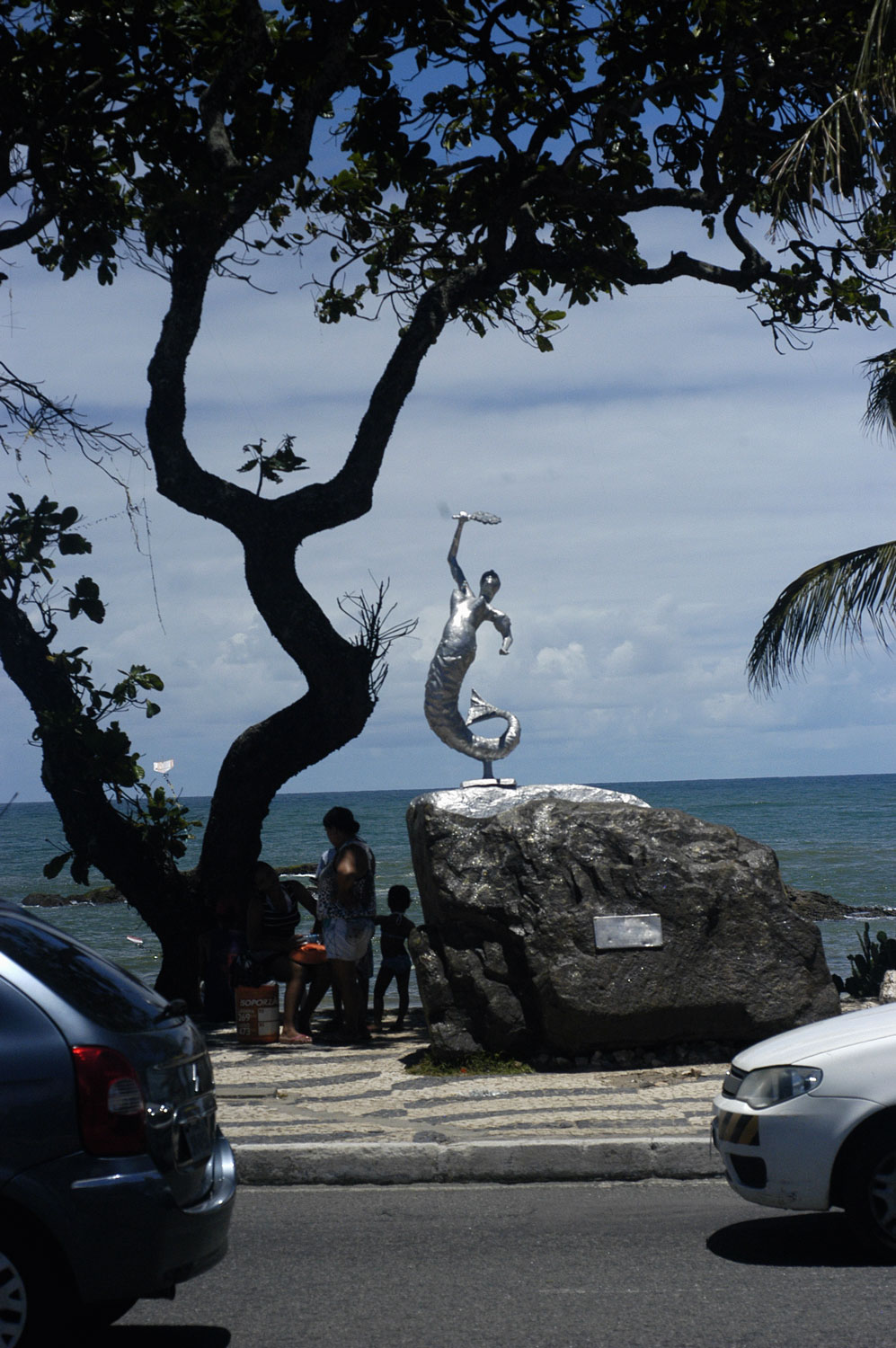
Sirena de Itapuã. Escultura en la entrada al barrio

## Biografía
Sus padres, Mario da Silva Cravo (próspero agricultor y comerciante) y Marina Jorge Cravo (prima del poeta Castro Alves), vivían en Salvador cuando nació Mario, el primero de cuatro hijos. La familia se mudó desde Alagoinhas en un intento de instalarse en Salvador, pero a los pocos años regresaron a Alagoinhas porque su padre fue elegido alcalde de la ciudad. La política estuvo presente en la vida de su padre, a pesar de ser comerciante y agricultor, una tradición familiar. También escribió un libro, "Memorias de un hombre de buena fe" (1975). A su madre, en cambio, le gustaban la literatura y la poesía, siendo responsable de los primeros contactos de Mário con los libros.
Durante la escuela, regresó a Salvador para estudiar, donde asistió al Colégio Antônio Vieira. Tras un período de conflicto entre vocaciones profesionales, Mario comienza a tomar conciencia de su don artístico. Entre los viajes al interior de Bahía y el ejercicio de la escultura, ya iba creciendo en él la confianza y la decisión de hacerse escultor. En 1945 se casó con Lúcia y de esta unión nacieron cuatro hijos, siendo el primogénito el fotógrafo Mario Cravo Neto.

## Obras
Una de sus características es su monumentalismo, que está presente en su escultura más conocida, la Fonte da Rampa do Mercado (1970), ubicada en plaza Cairu, en la Ciudad Baja de Salvador, entre el Mercado Modelo, el Elevador Lacerda y la Iglesia de Nuestra Señora de la Concepción. Fue encargado por el entonces alcalde de Salvador, Antônio Carlos Magalhães. En fibra de vidrio y estructura metálica, mide 16 metros de altura. El monumento a esta víctima del incendio del 21 de diciembre de 2019.

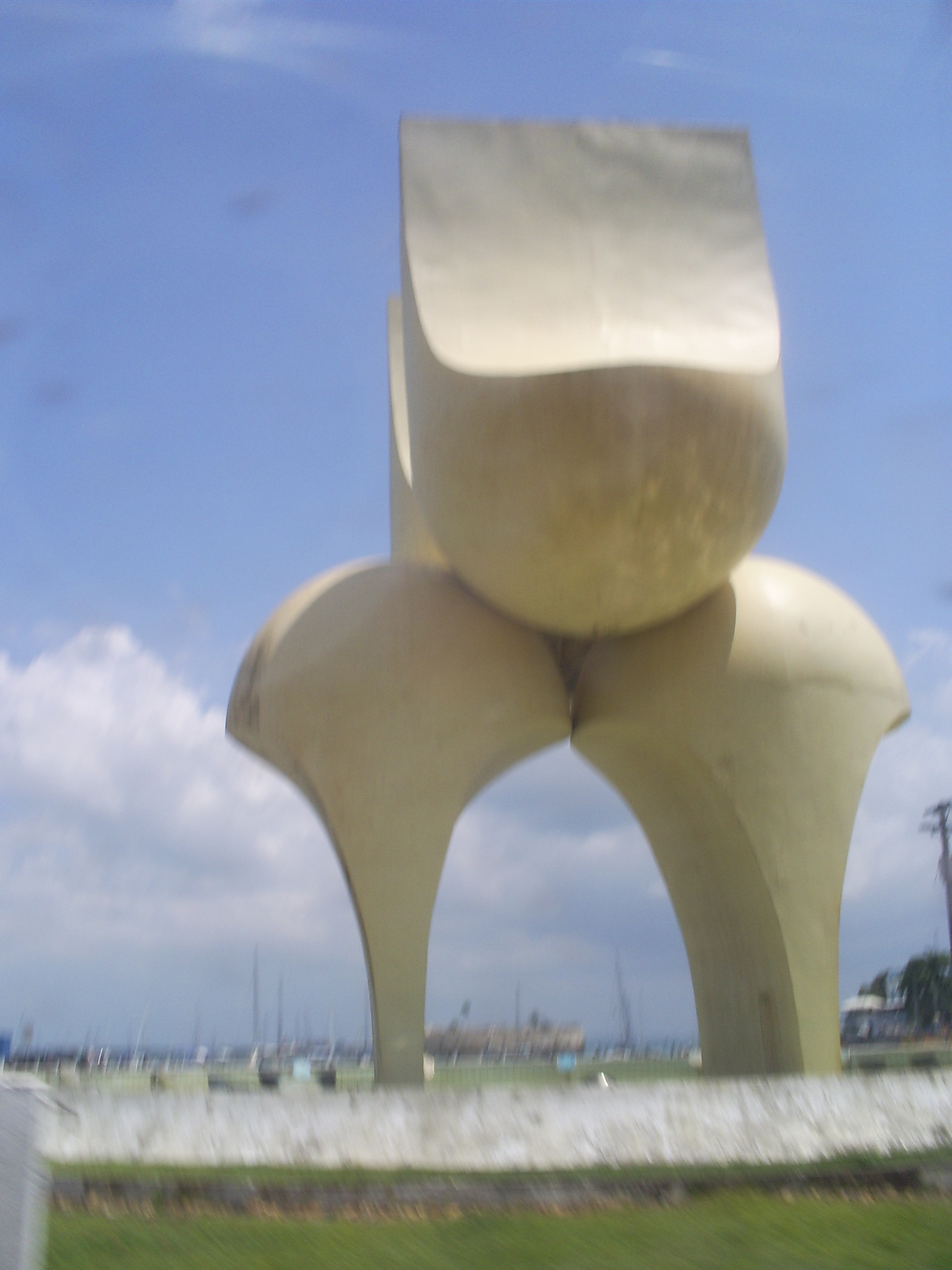
Fonte da Rampa do Mercado en Salvador

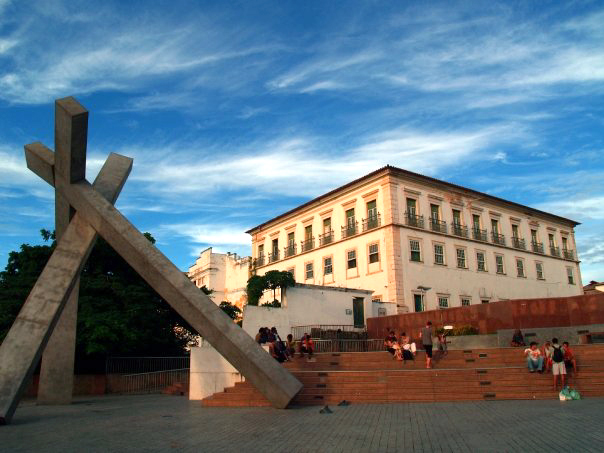
Monumento "Cruz Caída" en la Catedral de Salvador, al fondo el Palacio Arzobispal.

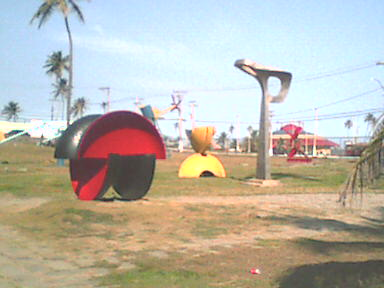
Parque de Esculturas del Espacio Mario Cravo en el Parque Metropolitano de Pituaçu.

### En Salvador
- Fonte da Rampa do Mercado o Monumento a la Ciudad de Salvador (Plaza Cairu), 1972;[5][8]
- Puertas del Museo de Ciencia y Tecnología de Bahía (Primer Museo Interactivo de América Latina), en Salvador (Av. Jorge Amado, Imbuí).
- Cruz Caída (Belvedere da Sé), 1999[5][9]
- Memorial a Clériston Andrade (Av. Anita Garibaldi), 1983[5][10]
- Sirena de Itapuã o Iemanjá (Itapuã), 1958[5][11]
- Orixás - 3 esculturas de "Oxalá", "Iemanjá", "Exu" - 6 relieves de orixás en la base de "Oxalá" (Jardín del Correo Central - Pituba), 1984[5]
- Cruzeiro (Ed. Casa do Comércio - Av. Tancredo Neves)[5]
- 108 esculturas al aire libre (Parque das Esculturas do Espaço Mario Cravo)[5]
- 7 esculturas al aire libre en el Parque Metropolitano de Pituaçu[5]
- Tentación de San Antonio (SEPLANTEC - CAB)[5]
- Memorial al Rector Edgard Santos (Rectorado de la UFBA)[5]
- Cabeza de Rui Barbosa (Foro Ruy Barbosa)[5]
- Crarvore, Antônio Conselheiro, Alado Antropófago (Parque de Esculturas del Museo de Arte Moderno de Bahía - Solar do Unhão )[5]

### En el resto del estado de Bahía
- Cristo Crucificado de la Serra do Periperi, Vitória da Conquista[5]
- Cruz conmemorativa de los 500 años del descubrimiento de Brasil, Porto Seguro[5]
- Expansión de energía en COPEC, Camaçari[5]
- Estela Conmemorativa y Tótem Conmemorativo en la Presa de Pedra do Cavalo, Cachoeira[5]

### En el resto de Brasil

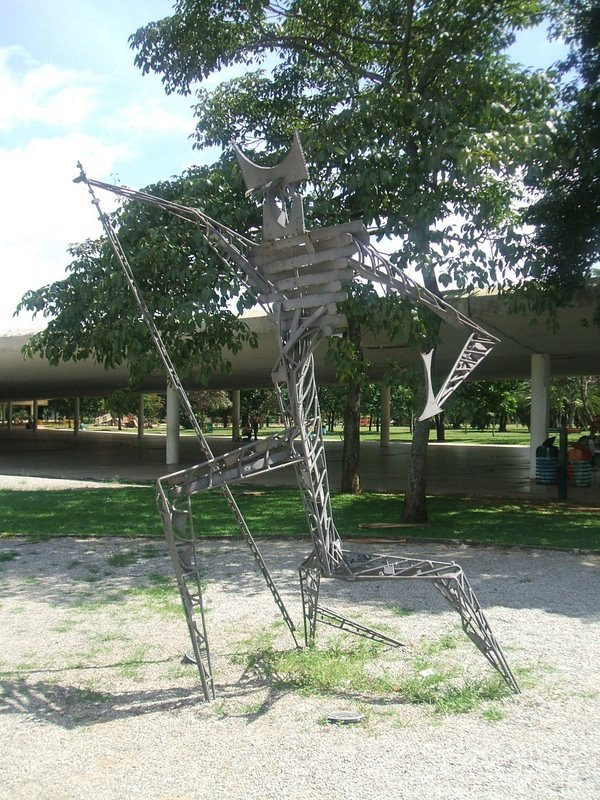
Exu mola de Jipe en el MAM-SP.

- Exu dos Ventos en la UFRJ - Campus Fundão, Río de Janeiro.[5]

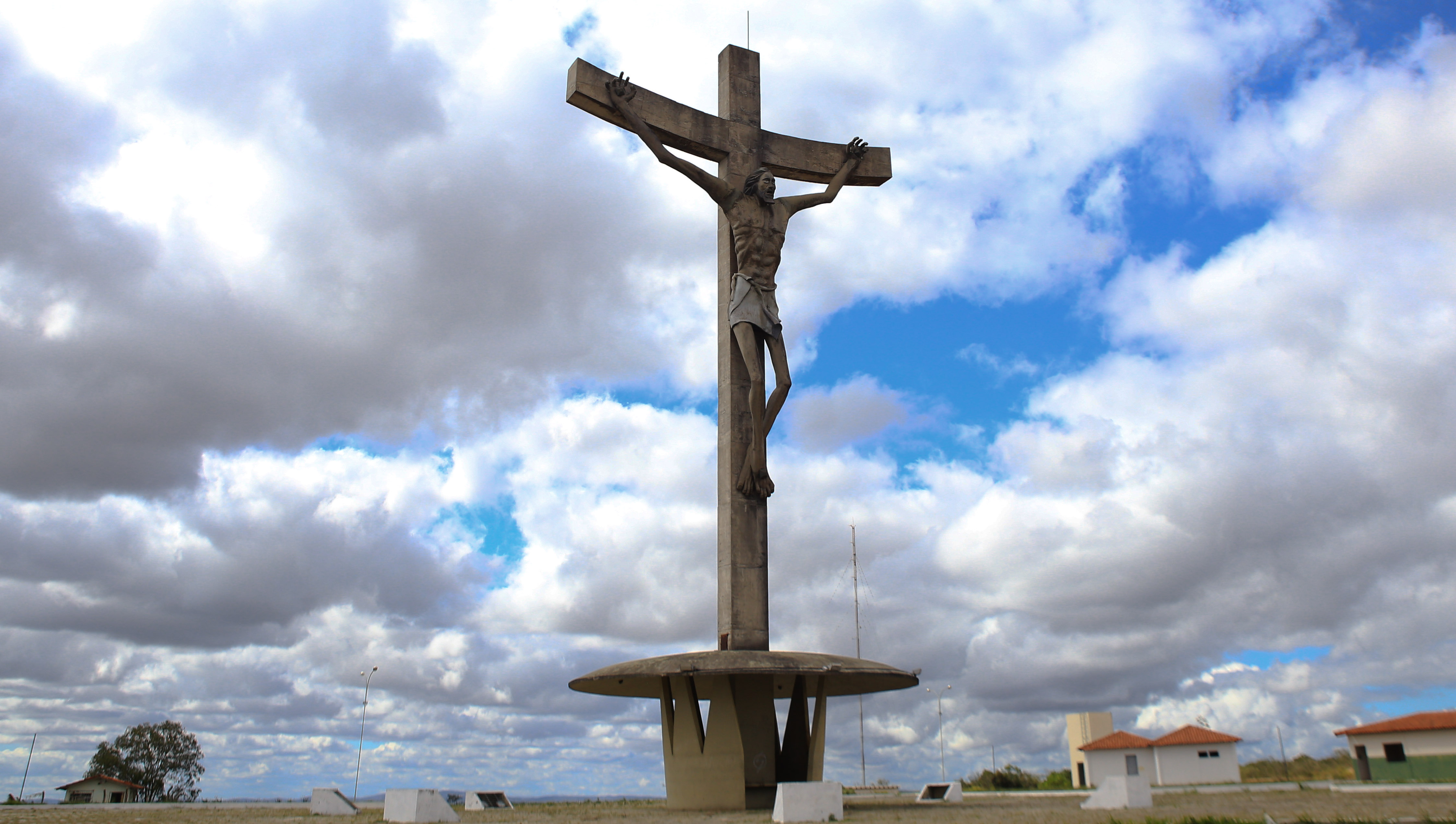
Monumento al Cristo Crucificado erigido en lo alto de la Serra do Periperi, en Vitória da Conquista.

- Exu Mola de Jipe (Jardín de las Esculturas del Museo de Arte Moderno de São Paulo ), São Paulo[5]
- Tocador de Berimbau, Alado y Broto en el Hotel Nacional de Brasilia[5]